# Панайотис Пикраменос
Панайотис Пикраменос (на гръцки: Παναγιώτης Πικραμμένος) е гръцки юрист, председател на Държавния съвет 2009-2012 година. От 16 май до 20 юни 2012 година става министър-председател, оглавявайки служебно правителство, което трябва да подготви предсрочни избори.

## Биография
Пикраменос е роден на 26 юли 1945 г. в Атина. През 1968 г. завършва право в Атинския университет, след което е адвокат в Атина и Лондон. От 1976 г. работи в Държавния съвет, висшия административен съд на Гърция, като през 2009 г. става негов председател. На 16 май 2012 г. е назначен за министър-председател на служебно правителство, след като избраният на 6 май парламент не успява да състави редовен кабинет.